# Pankraz Labenwolf
Pankraz Labenwolf (ur. 1492 w Norymberdze, zm. 20 października 1563 tamże) – niemiecki ludwisarz renesansowy, działający w Norymberdze w latach 1549–1557.

## Życiorys
Był uczniem Petera Vischera i pracował na początku swojej kariery razem z nim dla Fuggerów w Augsburgu. W roku 1519 otrzymał obywatelstwo Norymbergi, a następnie w 1523 otworzył swój własny warsztat. W roku 1537 otrzymał zezwolenie na budowę własnej odlewni. Swoje formy przygotowywał zwykle na bazie wykonanej w drewnie płaskorzeźby, stanowiącej pierwowzór dzieła.
Był m.in. wykonawcą mosiężnych sztanc srebrnego ołtarza z kaplicy Zygmuntowskiej na Wawelu. Prace Labenwolfa można oglądać m.in. w Meßkirch, Krakowie (srebrny ołtarz do katedry wawelskiej), Lwowie (pomnik Mikołaja Herburta do katedry lwowskiej z 1551, drewnianą płaskorzeźbę wykonał Hans Peisser) i Norymberdze (fontanna chłopca z gęsiami w Norymberdze).